# Phần tử tối đại và phần tử tối tiểu

Biểu đồ Hasse của tập hợp P gồm các ước số của 60, với quan hệ thứ tự riêng phần "y chia hết cho x".
Phần màu đỏ là tập con S = {1,2,3,4} có hai phần tử tối đại là 3 và 4, và một phần tử tối tiểu là 1, cũng là phần tử nhỏ nhất của nó.

Trong toán học, đặc biệt là trong lý thuyết thứ tự, cho {\displaystyle P} là một tập hợp có thứ tự riêng phần và {\displaystyle S\subseteq P}, khi đó, một phần tử tối đại / tối tiểu (maximal / minimal element) của {\displaystyle S} là một phần tử của {\displaystyle S} mà không nhỏ hơn / không lớn hơn bất kỳ phần tử nào trong {\displaystyle S}.
Khái niệm phần tử tối đại và phần tử tối tiểu là yếu hơn khái niệm phần tử lớn nhất và phần tử nhỏ nhất (greatest / least element) hay còn được biết là cực đại và cực tiểu (maximum / minumum). Phần tử lớn nhất / nhỏ nhất của {\displaystyle S\subseteq P}, với {\displaystyle P} là tập có thứ tự riêng phần, là 1 phần tử của {\displaystyle S} mà lớn hơn hoặc bằng / nhỏ hơn hoặc bằng mọi phần tử khác của {\displaystyle S}. Một tập thứ tự riêng phần chỉ có thể có thể có nhiều nhất một cực đại và cực tiểu, nhưng có thể có nhiều phần tử tối đại và tối tiểu, hoặc thậm chí là không có.
Đối với những tập hợp có thứ tự tổng quát, khái niệm tối đại / tối tiểu và cực đại / cực tiểu là trùng nhau.
Bổ đề Zorn phát biểu rằng với mọi tập có thứ tự riêng phần, mọi tập con có thứ tự toàn phần đều có một chặn trên mà chứa ít nhât 1 phần tử cực đại. Bổ đề này tương đương với định lý sắp tốt và tiên đề chọn và dẫn đến các kết quả quan trọng trong các lĩnh vực toán khác như định lý Hahn–Banach, đinh lý Kirszbraun, định lý Tychonoff, sự tồn tại của các cơ sở Hamel cho các không gian véctơ, và sự tồn tại của các bao đóng đại số của các trường.

## Định nghĩa
Cho {\displaystyle (P,\leq )} là một tập hợp được sắp thứ tự một phần, {\displaystyle m\in S\subseteq P}. Khi đó, {\displaystyle m} là một phần tử tối đại của {\displaystyle S} nếu {\displaystyle S} không chứa phần tử nào lớn hơn {\displaystyle m}, nghĩa là:
{\displaystyle \not \exists s\in S:{\begin{cases}m\leq s\\m\neq s\end{cases}}}, hoặc ta có thể ký hiệu là {\displaystyle m<s} 
Tương tự, {\displaystyle m\in S} là một phần tử tối tiểu của {\displaystyle S} nếu {\displaystyle S} không chứa phần tử nào nhỏ hơn {\displaystyle m}, nghĩa là:
{\displaystyle \not \exists s\in S:{\begin{cases}s\leq m\\m\neq s\end{cases}}}, hoặc ta có thể ký hiệu là {\displaystyle s<m} 
Chú ý : không giống như tập số thực {\displaystyle \mathbb {R} } với quan hệ thứ tự thông thường, đối với {\displaystyle (P,\leq )} bất kỳ, {\displaystyle {\big (}}{\displaystyle m} không bé hơn {\displaystyle s}{\displaystyle {\big )}} không dẫn đến {\displaystyle {\big (}}{\displaystyle s} lớn hơn hoặc bằng {\displaystyle m}{\displaystyle {\big )}}
{\displaystyle m\not <s\not \Rightarrow s\leq m}

## Ví dụ

Một hàng rào chỉ bao gồm các phần tử tối tiểu và tối đại. Lưu ý rằng trong quan hệ này, ta không thể so sánh các phần tử tối đại (hay tối tiểu) với nhau, do đó không có phần tử lớn nhất, cũng không có phần tử nhỏ nhất.

- Trong tập hợp các số tự nhiên lớn hơn {\displaystyle 1} với quan hệ thứ tự chia hết, các phần tử tối tiểu là các số nguyên tố.[2]
- Ví dụ khác, xét họ tập hợp :

{\displaystyle S={\Big \{}\{a,b\},\{a,b,c\},\{c,b,d,a\},\{b,d,f\}{\Big \}}}  được sắp thứ tự bởi quan hệ bao hàm {\displaystyle {\ce {\subseteq }}}. Phần tử {\displaystyle \{a,b\}} là tối tiểu vì nó không chứa tập nào trong {\displaystyle S}. Phần tử {\displaystyle \{c,b,d,a\}} là tối đại vì không có tập nào trong {\displaystyle S} chứa nó. Phần tử {\displaystyle \{a,b,c\}} không phải là phần tử tối đại hay tối tiểu, còn phần tử {\displaystyle \{b,d,f\}} vừa là tối đại, vừa là tối tiểu. Phần tử {\displaystyle \{c,b,d,a\}} không phải là lớn nhất vì nó không chứa phần tử {\displaystyle \{b,d,f\}}. Tương tự, phần tử {\displaystyle \{a,b\}} không phải là nhỏ nhất vì nó không chứa trong {\displaystyle \{b,d,f\}}.

## Sự tồn tại và tính duy nhất
Các phần tử tối đại không nhất thiết tồn tại. Và nếu tồn tại, cũng không nhất thiết phải là duy nhất.